# Armin Rößler
Armin Rößler (* 1972 in Heilbronn) ist ein deutscher Science-Fiction-Schriftsteller, Journalist und Herausgeber von Science-Fiction-Literatur.

## Biografie
Armin Rößler wurde in Heilbronn geboren und wuchs in Untereisesheim auf. Er studierte Germanistik, Anglistik und Politik an der Universität Mannheim. Seine Magisterarbeit (erschienen in der sekundärliterarischen Reihe des EDFC) beschäftigte sich mit Carl Amerys Roman Der Untergang der Stadt Passau. Lange Zeit lebte Rößler in Wiesloch und arbeitete als Redakteur bei der Rhein-Neckar-Zeitung. Seit 1. Juli 2020 ist er Redakteur bei der Hohenloher Zeitung, die zur Heilbronner Stimme gehört.
Seine literarische Tätigkeit begann er mit Kurzgeschichten der Genres Science-Fiction, Fantasy und Horror. Über die Storyolympiade gelangten seine Erzählungen in Anthologien der Verlage Aarachne, BeJot, Betzel, Go und Schreib-Lust. Ab Anfang 2004 ist er Mitherausgeber der Science-Fiction-Reihe der Story-Olympiade und später auch Mitherausgeber der SF-Reihe im Wurdack-Verlag. Als Romancier debütierte er 2004. Mehrere seiner Bücher und Erzählungen wurden für Literaturpreise nominiert, zuletzt Die Fänger (für den Deutschen Science Fiction Preis).

## Romane
- 2004 Das vergessene Portal, Fantasy, ISBN 3-938065-02-8
- 2006 Entheete (Argona-Universum), Science Fiction, ISBN 3-938065-16-8
- 2007 Andrade (Argona-Universum), Science Fiction, ISBN 3-938065-25-7
- 2008 Argona (Argona-Universum), Science Fiction, ISBN 978-3-938065-30-3
- 2017 Die Nadir-Variante (Argona-Universum), Science Fiction, ISBN 978-3-95556-102-4

## Erzählungen (Auswahl)
- 2001 Fließende Übergänge
- 2001 Am Ufer des Sees
- 2002 Das temporäre Instabilitäts-Phänomen
- 2003 Beweisstück 84, fragmentarisch
- 2005 Der Gravo-Dom
- 2006 Das Herz der Sonne
- 2007 Lazarus
- 2008 Das Gespinst
- 2009 Die Fänger
- 2010 Phönix, in Die Audienz (Wurdack-Verlag, ISBN 978-3-938065-62-4)
- 2011 Das Versprechen, in Emotio (Wurdack-Verlag 2011, ISBN 978-3938065754)
- 2016 Cantals Tränen (Argona-Universum), ISBN 978-3-95556-096-6

## Als Herausgeber
- 2004 Deus ex Machina (mit Dieter Schmitt)
- 2004 Walfred Goreng (mit Dieter Schmitt) ISBN 3-938065-04-4
- 2005 Überschuss ISBN 3-938065-08-7
- 2005 Golem & Goethe ISBN 3-938065-13-3
- 2006 Tabula Rasa (mit Heidrun Jänchen) ISBN 978-3-938065-18-1
- 2007 S.F.X (mit Heidrun Jänchen) ISBN 978-3-938065-29-7
- 2007 Lazarus (mit Heidrun Jänchen) ISBN 3-938065-21-4
- 2008 Lotus-Effekt (mit Heidrun Jänchen) ISBN 978-3-938065-32-7
- 2009 Molekularmusik (mit Heidrun Jänchen) ISBN 978-3-938065-47-1
- 2011 Emotio (mit Heidrun Jänchen) ISBN 978-3938065754
- 2014 Tiefraumphasen (mit Frank Hebben und André Skora) ISBN 978-3-957770-06-6
- 2016 Gamer (mit Frank Hebben und André Skora) ISBN 978-3-95777-070-7

## Sachbuch
- 2000 Carl Amerys Der Untergang der Stadt Passau. Eine Untersuchung der zentralen Themenkomplexe, ISBN 3-932-62139-5